# Richard Lorenz (Schriftsteller)
Richard Lorenz (* 21. Dezember 1972 in Freising) ist ein deutscher Schriftsteller und Journalist.

## Leben und Werk
Richard Lorenz arbeitete als Krankenpfleger im Bereich der onkologischen Pflege und Palliativmedizin. Seit den frühen 1990er Jahren schreibt er Kurzgeschichten. 2012 las die Schauspielerin Katharina Wackernagel seine Kurzgeschichte Amerika-Plakate ein, die im Jahr darauf bei 1 Live gesendet wurde. Auf der Basis dieser Kurzgeschichte entstand der gleichnamige Roman, erschienen 2014 in der Edition Phantasia. 

Zu Weihnachten 2015 schrieb er zunächst exklusiv für den Literatur-Blog dandelion die Novelle So dunkel die Nacht, welche wenig später als Sonderdruck in die Buchreihe Cthulhu Libria aufgenommen wurde. Diese Ausgabe ist limitiert auf 80 Exemplare und war bereits vor dem offiziellen Veröffentlichungstermin vergriffen. 

Lorenz’ zweiter Roman Frost, Erna Piaf und der Heilige erscheint nicht wie ursprünglich für 2014 angekündigt als E-Book im Transit Buchverlag, sondern wie schon sein Debüt in der Edition Phantasia.
2015 wurde seine Kurzgeschichte So dunkel die Nacht mit dem Vincent Preis ausgezeichnet. Bis zur Veröffentlichung von Hinter den Gesichtern, einem literarischen Krimi, beim Luzifer-Verlag arbeitete Lorenz an verschiedenen Projekten – unter anderem an dem Drehbuch BlauHimmel für Camilla Guttner, Filmhochschule München.
Hinter den Gesichtern stand zweimal auf der Krimi-Bestenliste der FAZ.
Neben seiner schriftstellerischen Arbeit ist Lorenz auch als Journalist beim Freisinger Tagblatt tätig. 

## Werke (Auswahl)
- Kinderland, 2013–2014, erschienen als fünfteiliger Fortsetzungsroman im E-Book-Verlag hey! publishing
- Amerika-Plakate, kuk, Belheim: 2014, Roman ISBN 978-3-937897-54-7
- So dunkel die Nacht, 2015, Novelle
- Frost, Erna Piaf und der Heilige, Roman ISBN 978-3-937897-56-1 angekündigt für Februar 2016[4]
- Hinter den Gesichtern, Kriminalroman, 2019 ISBN 978-3958354388
- Blauhimmel, Drehbuch, 2017